# Temporada 1987-88 de los New York Knicks
La temporada 1987-88 fue la cuadragésimo segunda de los New York Knicks en la NBA. La temporada regular acabó con 38 victorias y 44 derrotas, ocupando el octavo puesto de la conferencia, clasificándose para los playoffs, en los que cayeron en primera ronda ante Boston Celtics.

## Elecciones en elDraft
| Ronda | Puesto | Jugador      | Posición | Nacionalidad   | Universidad          |
| ----- | ------ | ------------ | -------- | -------------- | -------------------- |
| 1     | 18     | Mark Jackson | Base     | Estados Unidos | St. John's           |
| 2     | 25     | Ron Moore    | Pívot    | Estados Unidos | West Virginia State* |

## Temporada regular
| División Atlántico   | División Atlántico | División Atlántico | División Atlántico | División Atlántico | División Atlántico | División Atlántico | División Atlántico | División Atlántico |
| Equipo               | G                  | P                  | %                  | PD                 | Casa               | Fuera              | Div                |                    |
| -------------------- | ------------------ | ------------------ | ------------------ | ------------------ | ------------------ | ------------------ | ------------------ | ------------------ |
| y-Boston Celtics     | 57                 | 25                 | .695               | –                  | 36–5               | 21–20              | 19–5               |                    |
| x-Washington Bullets | 38                 | 44                 | .463               | 19                 | 25–16              | 13–28              | 13–11              |                    |
| x-New York Knicks    | 38                 | 44                 | .463               | 19                 | 29–12              | 9–32               | 10–14              |                    |
| Philadelphia 76ers   | 36                 | 46                 | .439               | 21                 | 27–14              | 9–32               | 12–12              |                    |
| New Jersey Nets      | 19                 | 63                 | .232               | 38                 | 16–25              | 3–38               | 6–18               |                    |

## Playoffs

### Primera ronda
Boston Celtics vs. New York Knicks 
| Fecha       | Partido                                 | Ciudad     |
| ----------- | --------------------------------------- | ---------- |
| 29 de abril | Boston Celtics 112, New York Knicks 92  | Boston     |
| 1 de mayo   | Boston Celtics 128, New York Knicks 102 | Boston     |
| 4 de mayo   | New York Knicks 109, Boston Celtics 100 | Nueva York |
| 6 de mayo   | New York Knicks 94, Boston Celtics 102  | Nueva York |
|             | Boston Celtics gana las series 3-1      |            |

## Estadísticas
| Rk | Jugador          | Edad | P  | PT | MP   | TC  | TCI  | %TC  | T3  | T3I | %T3  | TL  | TLI | %TL   | RO  | RD  | RT  | AS   | RB  | TAP | BP  | FP  | PTS  |
| -- | ---------------- | ---- | -- | -- | ---- | --- | ---- | ---- | --- | --- | ---- | --- | --- | ----- | --- | --- | --- | ---- | --- | --- | --- | --- | ---- |
| 1  | Mark Jackson     | 22   | 82 | 80 | 39.6 | 5.3 | 12.4 | .432 | 0.4 | 1.5 | .254 | 2.5 | 3.2 | .774  | 1.5 | 3.4 | 4.8 | 10.6 | 2.5 | 0.1 | 3.1 | 3.0 | 13.6 |
| 2  | Gerald Wilkins   | 24   | 81 | 78 | 33.4 | 7.3 | 16.3 | .446 | 0.5 | 1.6 | .302 | 2.4 | 3.0 | .786  | 1.3 | 2.0 | 3.3 | 4.0  | 1.1 | 0.3 | 2.6 | 2.3 | 17.4 |
| 3  | Patrick Ewing    | 25   | 82 | 82 | 31.0 | 8.0 | 14.4 | .555 | 0.0 | 0.0 | .000 | 4.2 | 5.8 | .716  | 3.0 | 5.3 | 8.2 | 1.5  | 1.3 | 3.0 | 3.5 | 4.0 | 20.2 |
| 4  | Kenny Walker     | 23   | 82 | 61 | 26.1 | 4.2 | 8.9  | .473 | 0.0 | 0.0 | .000 | 1.7 | 2.2 | .775  | 2.3 | 2.4 | 4.7 | 1.0  | 0.8 | 0.7 | 1.0 | 3.5 | 10.1 |
| 5  | Sidney Green     | 27   | 82 | 65 | 25.0 | 3.1 | 7.1  | .441 | 0.0 | 0.0 | .000 | 1.5 | 2.3 | .663  | 2.7 | 5.1 | 7.8 | 1.1  | 0.8 | 0.4 | 1.8 | 3.9 | 7.8  |
| 6  | Johnny Newman    | 24   | 77 | 25 | 20.6 | 3.5 | 8.1  | .435 | 0.3 | 1.2 | .280 | 2.7 | 3.2 | .841  | 1.1 | 0.9 | 2.1 | 0.8  | 0.9 | 0.1 | 1.3 | 2.6 | 10.0 |
| 7  | Bill Cartwright  | 30   | 82 | 4  | 20.4 | 3.5 | 6.4  | .544 | 0.0 | 0.0 |      | 4.1 | 5.2 | .798  | 1.5 | 3.1 | 4.7 | 1.0  | 0.5 | 0.5 | 1.6 | 2.9 | 11.1 |
| 8  | Trent Tucker     | 28   | 71 | 4  | 17.6 | 2.7 | 6.4  | .424 | 1.0 | 2.4 | .413 | 0.7 | 1.0 | .718  | 0.5 | 1.2 | 1.7 | 1.6  | 0.7 | 0.1 | 0.7 | 2.2 | 7.1  |
| 9  | Rory Sparrow     | 29   | 3  | 0  | 17.3 | 1.7 | 6.3  | .263 | 0.0 | 0.3 | .000 | 0.0 | 0.0 |       | 0.3 | 0.3 | 0.7 | 1.7  | 1.3 | 0.0 | 2.0 | 2.3 | 3.3  |
| 10 | Ray Tolbert      | 29   | 11 | 0  | 16.1 | 1.7 | 3.7  | .463 | 0.0 | 0.0 |      | 0.8 | 1.5 | .529  | 1.3 | 1.9 | 3.2 | 0.5  | 0.5 | 0.2 | 0.9 | 2.3 | 4.3  |
| 11 | Pat Cummings     | 31   | 62 | 9  | 15.3 | 2.3 | 5.0  | .456 | 0.0 | 0.0 | .000 | 1.0 | 1.3 | .738  | 1.3 | 2.5 | 3.8 | 0.6  | 0.3 | 0.2 | 1.0 | 2.3 | 5.5  |
| 12 | Chris McNealy    | 26   | 19 | 0  | 13.9 | 1.2 | 3.9  | .311 | 0.0 | 0.0 |      | 1.1 | 1.6 | .677  | 1.3 | 2.1 | 3.4 | 1.2  | 0.8 | 0.1 | 0.9 | 2.6 | 3.5  |
| 13 | Bob Thornton     | 25   | 7  | 0  | 12.1 | 0.9 | 2.7  | .316 | 0.0 | 0.0 |      | 0.7 | 1.1 | .625  | 0.7 | 1.1 | 1.9 | 0.6  | 0.3 | 0.0 | 1.1 | 3.3 | 2.4  |
| 14 | Gerald Henderson | 32   | 6  | 2  | 11.5 | 0.8 | 2.3  | .357 | 0.3 | 0.7 | .500 | 0.3 | 0.3 | 1.000 | 0.2 | 1.5 | 1.7 | 2.2  | 0.3 | 0.0 | 1.3 | 2.3 | 2.3  |
| 15 | Tony White       | 22   | 12 | 0  | 9.8  | 1.4 | 3.8  | .370 | 0.0 | 0.1 | .000 | 0.8 | 1.1 | .692  | 0.1 | 0.2 | 0.3 | 0.8  | 0.1 | 0.0 | 1.1 | 1.2 | 3.6  |
| 16 | Billy Donovan    | 22   | 44 | 0  | 8.3  | 1.0 | 2.5  | .404 | 0.0 | 0.2 | .000 | 0.4 | 0.5 | .810  | 0.1 | 0.5 | 0.6 | 2.0  | 0.4 | 0.0 | 1.0 | 0.8 | 2.4  |
| 17 | Rick Carlisle    | 28   | 26 | 0  | 7.8  | 1.1 | 2.6  | .433 | 0.2 | 0.7 | .353 | 0.4 | 0.4 | .909  | 0.2 | 0.3 | 0.5 | 1.2  | 0.4 | 0.2 | 0.8 | 1.5 | 2.8  |
| 18 | Sedric Toney     | 25   | 21 | 0  | 6.6  | 1.0 | 2.3  | .438 | 0.2 | 0.7 | .357 | 0.5 | 0.5 | .909  | 0.1 | 0.2 | 0.4 | 1.1  | 0.4 | 0.0 | 0.6 | 1.0 | 2.7  |
| 19 | Louis Orr        | 29   | 29 | 0  | 6.2  | 0.6 | 1.7  | .320 | 0.0 | 0.0 | .000 | 0.3 | 0.6 | .500  | 0.4 | 0.7 | 1.2 | 0.3  | 0.2 | 0.0 | 0.5 | 0.9 | 1.4  |
| 20 | Carey Scurry     | 25   | 4  | 0  | 2.0  | 0.3 | 0.5  | .500 | 0.0 | 0.0 |      | 0.0 | 0.0 |       | 0.3 | 0.5 | 0.8 | 0.3  | 0.5 | 0.3 | 0.5 | 0.8 | 0.5  |

## Galardones y récords
| Jugador      | Galardón                                                                     |
| Mark Jackson | Rookie del Año de la NBA Mejor quinteto de rookies de la NBA                 |
| Pat Ewing    | 2.º Mejor quinteto de la NBA 2.º Mejor quinteto defensivo de la NBA All-Star |